# Elección para gobernador de Carolina del Norte de 2020
La elección para gobernador de Carolina del Norte de 2020 tuvo lugar el 3 de noviembre, junto con las elecciones presidenciales y las elecciones para la Cámara de Representantes.

## Primaria republicana
| Candidatos                                | Votos   | %     |
| ----------------------------------------- | ------- | ----- |
|                                           | Votos   | %     |
| Dan Forest                                | 698,077 | 88.95 |
| Holly Grange                              | 86,714  | 11.05 |
|                                           |         |       |
| Total                                     | 784,791 | 100   |
|                                           |         |       |
| Fuente: North Carolina Board of Elections |         |       |

## Primaria demócrata
| Candidatos                                | Votos     | %     |
| ----------------------------------------- | --------- | ----- |
|                                           | Votos     | %     |
| Roy Cooper                                | 1,128,829 | 87.19 |
| Ernest Reeves                             | 165,804   | 12.81 |
|                                           |           |       |
| Total                                     | 1,294,633 | 100   |
|                                           |           |       |
| Fuente: North Carolina Board of Elections |           |       |

## Resultados
| Partido                    | Partido       | Candidato      | Votos     | %     |
| -------------------------- | ------------- | -------------- | --------- | ----- |
|                            | Demócrata     | Roy Cooper     | 2,834,790 | 51.52 |
|                            | Republicano   | Dan Forest     | 2,586,605 | 47.01 |
|                            | Libertario    | Steven DiFiore | 60,449    | 1.10  |
|                            | Constitución  | Al Pisano      | 20,934    | 0.38  |
|                            |               |                |           |       |
| Total                      | Total         | Total          | 5,502,778 | 100   |
| Participación              | Participación | Participación  | 5,545,847 | 75.35 |
| Registrados                | Registrados   | Registrados    | 7,359,798 |       |
|                            |               |                |           |       |
| Fuente: NC Contest Results |               |                |           |       |